# Erythrina montana
Erythrina montana är en ärtväxtart som beskrevs av Joseph Nelson Rose och Paul Carpenter Standley. Erythrina montana ingår i släktet Erythrina och familjen ärtväxter. Inga underarter finns listade i Catalogue of Life.